# Adiantum subvolubile
Adiantum subvolubile är en kantbräkenväxtart som beskrevs av Georg Heinrich Mettenius och Oskar Kuhn. Adiantum subvolubile ingår i släktet Adiantum och familjen Pteridaceae. Inga underarter finns listade.